# Euplectus
Euplectus (лат.) — род хищных коротконадкрылых жуков трибы Euplectini из подсемейства ощупники (Pselaphinae). Включает около 100 видов.

## Распространение
Палеарктика, Неарктика, Неотропика, Афротропика, Австралия.

## Описание
Мелкие коротконадкрылые жуки—ощупники (Pselaphinae). Длина тела 1—2 мм. Усики 11-члениковые, булавовидные (последний членик увеличенный). Тело удлиненное и уплощенное. Голова от квадратной до широкотрапециевидной, с обнаженными теменными ямками, латеральные ветви теменной борозды почти параллельны, а затем резко поперечны на коротком, резко очерченном межусиковом мостике. Переднеспинка со срединным дисковидным вдавлением, антебазальные ямки чёткие, с соединяющей их антебазальной бороздой; боковые края плавно зубчатые, примыкают к латеральным переднебазальным ямкам; с переднепростемальными ямками. Надкрылья с 2-4 базальными ямками, с подплечевой ямкой. Боковые метастемальные ямки отсутствуют. Видны тергиты 1-2 (IV—V) с щетинковидными вдавлениями между медиобазальными ямками у оснований дисковых килей; тергит 4 (VII) самый длинный, 1-3 (IV—VI) почти одинаковой длины.
Виды Euplectus тесно связаны либо с гниющей древесиной покрытосеменных, либо с хвойными деревьями, либо могут быть найдены под корой мёртвых деревьев. Некоторые виды могут быть также взяты из опавших листьев, а два вида, завезенных из Европы в Северную Америку, могут быть обнаружены в опилках, компостных кучах, скошенной траве и рассыпанном зерне. Единственный вид, найденный в Австралии (Тасмания), Euplectus karsteni, по-видимому, был завезен из Европы. Этот вид встречается в дуплах деревьев, компостных кучах, скошенной лужайке, а в Северной Америке его привлекает ультрафиолетовое излучение.

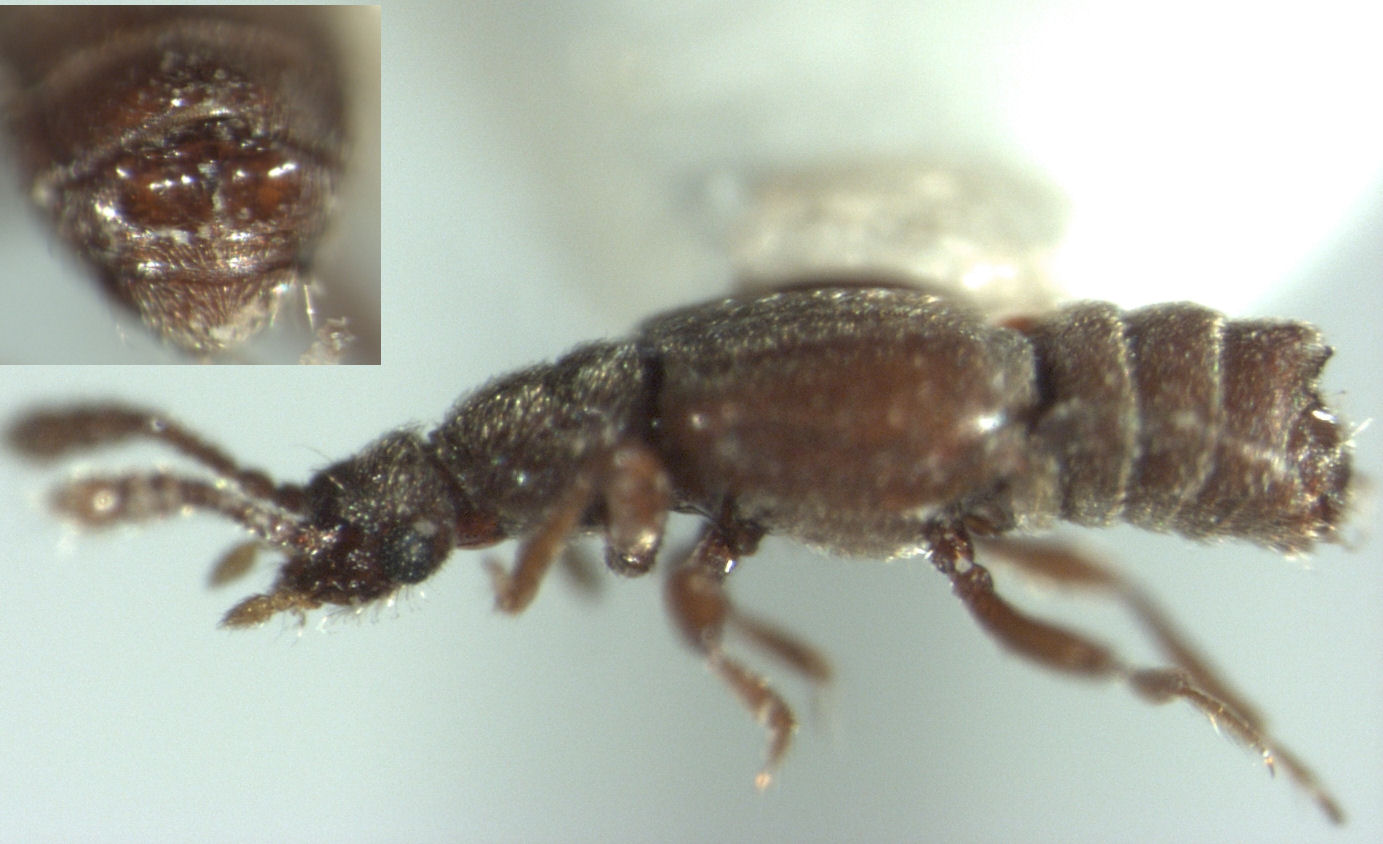
Euplectus tuberigerus
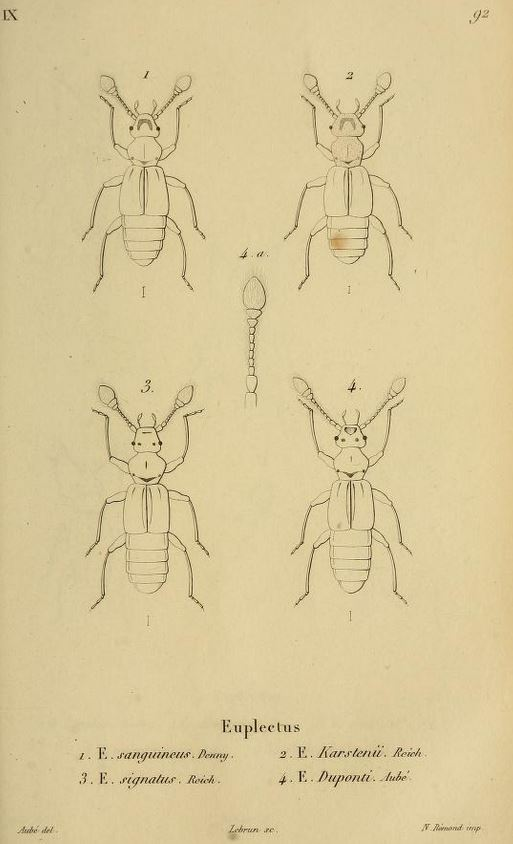
sanguineus-1, karstenii-2, signatus-3, duponti-4

## Систематика
Включает около 100 видов. Род был впервые описан в 1817 году британским энтомологом Уильямом Личем (1790—1836), а его валидный статус подтверждён в ходе ревизии, проведённой в 2001 году энтомологом Дональдом С. Чандлером (University of New Hampshire, Durham, Нью-Гэмпшир, США). Род отнесён к трибе Euplectini (надтриба Euplectitae) из подсемейства Pselaphinae и очень близок к большому (более 251 видов) афротропическому роду Afroplectus.
- Euplectus acomanus
- Euplectus acuminatus
- Euplectus afer
- Euplectus alfierii
- Euplectus angolanus
- Euplectus annamita
- Euplectus atlanticus
- Euplectus auripilus
- Euplectus baizakovi
- Euplectus bescidicus
- Euplectus bonvouloiri
- Euplectus brasiliensis
- Euplectus brunneus
- Euplectus caecus
- Euplectus californicus
- Euplectus caligula
- Euplectus canariensis
- Euplectus caspicus
- Euplectus caviceps
- Euplectus cephalotides
- Euplectus confluens
- Euplectus corsicus
- Euplectus curvipes
- Euplectus decipiens
- Euplectus delamarei
- Euplectus disjunctus
- Euplectus doderoi
- Euplectus domefactus[4]
- Euplectus doryphorus[5]
- Euplectus duponti
- Euplectus duryi
- Euplectus easterbrookianus
- Euplectus eichleri
- Euplectus elongatides
- Euplectus elongatus
- Euplectus epidemus
- Euplectus episcopalis
- Euplectus exiguus
- Euplectus fedjensis
- Euplectus filiformis
- Euplectus franzi
- Euplectus frater
- Euplectus frivaldszkyi
- Euplectus frontalis
- Euplectus gibbipalpis
- Euplectus gouyavensis
- Euplectus gravis
- Euplectus guatemalenus
- Euplectus hierrensis
- Euplectus idahoensis
- Euplectus illepidus
- Euplectus incomptus
- Euplectus indicus
- Euplectus infirmus
- Euplectus inhonestus
- Euplectus insignis
- Euplectus insularis
- Euplectus intermedius
- Euplectus jonicus
- Euplectus kali
- Euplectus karstenii
- Euplectus kirbii
- Euplectus kulzeri
- Euplectus lapponicus[6]
- Euplectus lepiphorus
- Euplectus linderi
- Euplectus longicollis
- Euplectus longulus
- Euplectus lundbladi
- Euplectus metallicus
- Euplectus mexicanus
- Euplectus meybohmi
- Euplectus micropterus
- Euplectus monticola
- Euplectus mussardi
- Euplectus mutator
- Euplectus nanus[7]
- Euplectus occipitalis
- Euplectus oligops
- Euplectus opacus
- Euplectus otini
- Euplectus ovicollis
- Euplectus parvoculatus
- Euplectus patocolus
- Euplectus personatus
- Euplectus piceus
- Euplectus pueli
- Euplectus pujoli
- Euplectus punctatus
- Euplectus puncticeps
- Euplectus puncticollis
- Euplectus rubicundus[8]
- Euplectus rutilans
- Euplectus sanguineus
- Euplectus sarawakensis
- Euplectus sawadaianus
- Euplectus schmitti
- Euplectus scillarum
- Euplectus scruposus
- Euplectus sculpturatus
- Euplectus semiopacus
- Euplectus sexstriatus
- Euplectus signatus
- Euplectus signifer
- Euplectus silvicolus
- Euplectus solitarius
- Euplectus sparsus
- Euplectus sulciceps
- Euplectus theryi
- Euplectus tholini
- Euplectus tuberigerus
- Euplectus unicus
- Euplectus uniformis
- Euplectus vacuus
- Euplectus validides
- Euplectus verticalides
- Euplectus verticalis
- Euplectus wollastoni